# Commandant en chef
Pour les articles homonymes, voir Commandant (homonymie).

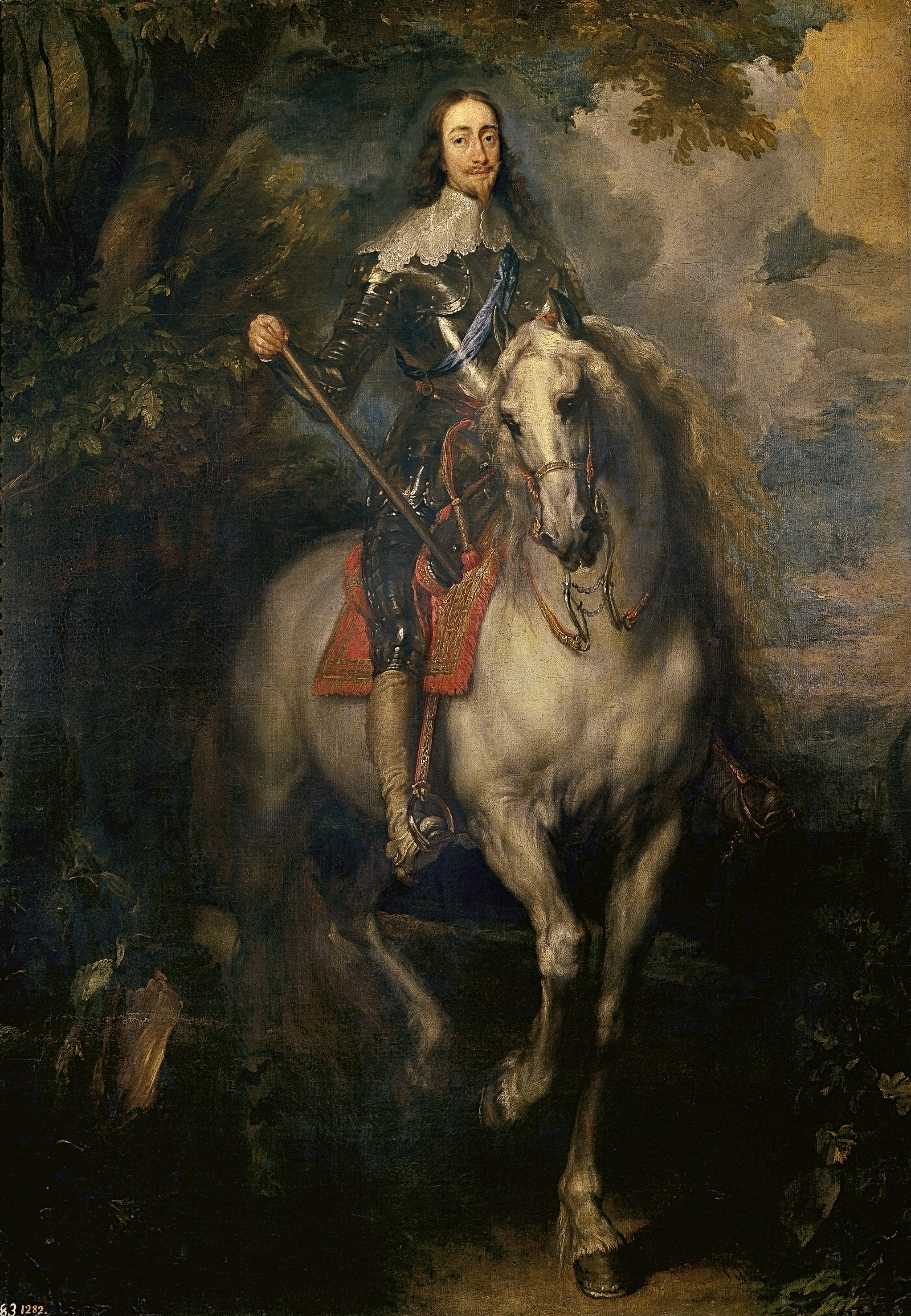
Charles Ier d'Angleterre
Roi d'Angleterre, commandant en chef de l'Armée Royaliste

Un commandant en chef est le chef des forces militaires d'une nation ou d'une partie significative de ces forces. Dans ce dernier cas, cet élément des forces peut être défini par la localisation particulière de ces troupes (par exemple: le commandant en chef des troupes de l'OTAN en Bosnie). Le terme général fait référence à la légitimité, au sein d'un État-nation, pour le chef de l'État à contrôler les forces armées. Souvent, dans un pays donné, le commandant en chef n'est pas un officier ni même un vétéran, il l'est par statut légal ou constitutionnel relatif au contrôle civil sur les militaires. Le terme Commander-in-chief fut utilisé pour la première fois par Charles Ier d'Angleterre en 1639, King of England, Commander-in-Chief of Royalist army. 
Un généralissime est un général commandant en chef une armée nationale.

## Organisation
Le Chef d'État d'une nation détient en général le titre de commandant en chef, même si l'exécutif effectif est en main d'un chef du gouvernement. Les gouverneurs coloniaux étaient souvent également nommés commandant en chef des forces militaires de leur colonie.
Sous le commandant en chef on trouve en général divers commandants en chef régionaux. Par exemple, au début de la Seconde Guerre mondiale, la Royal Navy n'avait pas moins de neuf commandants en chef de Portsmouth jusqu'en Chine. 
L'OTAN a également établi divers commandants en chef, comme le commandant en chef des forces alliées du Nord, le commandant en chef de l'Atlantique-Est, etc.
Les officiers à la tête d'un des grands commandements militaires des États-Unis (tels que les Unified Combatant Command) ont porté le titre de "Commandant en Chef" jusqu'au 24 octobre 2002, date où Donald Rumsfeld, secrétaire à la Défense des États-Unis, annonce que ce titre devient désormais réservé au seul président des États-Unis.

## Allemagne
En Allemagne, depuis la remilitarisation de 1955, selon la Grundgesetz, en temps de paix le ministère fédéral de la Défense est le commandant en chef de la Bundeswehr. Si "l'état de défense" (allemand: Verteidigungsfall) est décrété par le parlement, le chancelier fédéral devient le commandant des forces armées (allemand : Oberbefehlshaber ).

## Belgique
Du point de vue constitutionnel, en Belgique, le roi est le chef des armées. Il s'appuie cependant sur une structure composée d'un ministre compétent en la matière, qui chapeaute à son tour le travail du Chef de la Défense, la plus haute autorité militaire du pays. Ce dernier prépare les éléments pour l'élaboration de la politique de la défense nationale et conseille son autorité de tutelle au sujet des opérations planifiées et en cours. Il assure également le suivi des décisions politiques arrêtées par le gouvernement fédéral, ainsi que la gestion administrative du département public concerné.
L'article 167 de la Constitution belge précise:
Le Roi commande les forces armées, et constate l'état de guerre ainsi que la fin des hostilités. Il en donne connaissance aux Chambres aussitôt que l'intérêt et la sûreté de l'État le permettent, en y joignant les communications convenables.
Le général Van Caelenberge  est Chef de la Défense du Royaume de Belgique depuis juillet 2012. Le général Marc Compernol lui succède le 13 juillet 2016  et depuis le 10 juillet 2020, le Chef de la Défense est l'Amiral Michel Hofman, ancien Vice-Chef de la Défense.

## Canada
Au Canada, la situation de commandant en chef des Forces canadiennes est plutôt complexe. L'article 15 de la Loi constitutionnelle de 1867 dispose « [qu']à la Reine continuera d'être et est par la présente attribué le commandement en chef des milices de terre et de mer et de toutes les forces militaires et navales en Canada. »
La Loi sur la Milice de 1904 statue que : « le commandant en chef de la Milice continuerait d'être sous l'autorité du Roi et d'être administré par Sa Majesté ou par son représentant, le gouverneur général. » Depuis cette époque, le gouverneur général a été autorisé par le Souverain à porter le titre de « gouverneur général et commandant en chef au et sur le Canada. » Avec la création de la Marine royale canadienne et de l'Aviation royale du Canada, respectivement en 1910 et 1919, le gouverneur général devint également le commandant en chef de ces forces. La lettre patente de 1947 du Roi George VI permet au gouverneur général d'exercer la plupart des tâches du chef de l'État au Canada et le nouveau cahier des charges fait référence à la charge de gouverneur général et de commandant en chef en et sur le Canada. De par la pratique parlementaire, le premier ministre du Canada a de facto le commandement et le contrôle des forces armées canadiennes ; cependant toute déclaration de guerre doit être signée par le gouverneur général ou le monarque canadien.

## Chili
Le commandant en chef des Forces armées chiliennes (Armée de terre, Marine et Force aérienne), est un officier ayant le rang de général d'Armée, d'Amiral (marine) ou de général de l'Air (Force aérienne) qui exerce le commandement de sa branche respective

## États-Unis
La Constitution des États-Unis, Article II Section 2, donne ce titre au président des États-Unis d'Amérique, qui « sera commandant en chef de l'armée et de la marine des États-Unis, et de la milice des divers États quand celle-ci sera appelée au service actif des États-Unis. »

### Autorité du commandant en chef sur le champ de bataille
En tant que commandant en chef, le président des États-Unis, a la prééminence sur tout officier de l'armée et donc le droit inhérent d'assumer le commandement sur le champ de bataille. Cependant, parce que les présidents sont rarement présents sur les zones de guerre et ont souvent moins d'expérience que les commandants militaires, seuls deux présidents firent usage de cette prérogative, George Washington et James Madison. 
Washington mena en personne une troupe de 70 000 hommes lors de la Whiskey Rebellion, lors de son second mandat, il ne fut cependant pas présent lors des diverses escarmouches de ce conflit relativement peu sanglant.
Lors de la guerre de 1812, le président Madison se retrouva sous le feu de l'ennemi le 24 août 1814, lorsque les forces américaines furent mises en déroute par les troupes britanniques à Bladensburg (Maryland). Madison, exaspéré par l'incompétence du général américain, prit le commandement des seules forces américaines restantes, une batterie navale commandée par le commodore Joshua Barney (en). Il fit cela pour stopper l'invasion britannique de la capitale américaine, mais ses efforts furent vains et les Britanniques incendièrent Washington pendant deux jours.
Pendant la guerre de Sécession, le président Abraham Lincoln considéra la possibilité d'assumer lui-même le commandement de l'Armée de l'Union sur le champ de bataille et se mit à étudier des textes militaires lorsque l'apathie et l'incompétence de ses généraux l'exaspéraient. Il se retrouva sous le feu ennemi en 1864 lors d'une attaque confédérée sur Fort Stevens (en) dans le district de Columbia, mais il n'exerça à aucun moment son autorité de commandant en chef sur le champ de bataille.

## France
En France, selon l'article 15 de la Constitution française, le titre de « chef des armées » est donné au président de la République. Il est l'autorité suprême en matière d'affaires militaires.

## Inde
En Inde, le président est investi du commandement suprême des Forces armées indiennes, de par l'Article 53 alinéa 2 de la Constitution indienne. Bien que le pouvoir exécutif et la responsabilité de la défense nationale soient du ressort du Cabinet que dirige le Premier ministre, cette responsabilité est confiée au ministère de la défense qui définit le cadre politique et fournit les moyens nécessaires aux forces armées. 
Le 15 août 1947, chaque service fut placé sous les ordres de son propre commandant en chef. En 1955, les chefs des trois services ont été rebaptisés: Chef du personnel de l'armée, Chef du personnel naval et Chef du personnel aérien, avec comme commandant suprême le Président indien.

## Iran
Avant 1979, le Shah d'Iran était le commandant en chef des forces armées iraniennes. Depuis la révolution islamique, de par le cent dixième principe alinéas 4 et 5 de la Constitution iranienne de 1979, c'est le Guide de la révolution qui détient ce rôle.

## Israël
L'État d'Israël n'ayant pas de Constitution, ce sont les lois fondamentales d'Israël qui fixent dans la loi fondamentale sur L'Armée « Section 2 - Subordination à l'autorité civile » alinéa (a): « L'armée est sujette à l'autorité du gouvernement. »

## Italie
En Italie, l'article 87 de la Constitution mentionne que le président de la République a le commandement des forces armées et préside le conseil suprême de défense constitué selon la loi; il déclare l'état de guerre selon la délibération du parlement; cependant, depuis que le président n'a plus de pouvoir exécutif direct, le président du Conseil et le ministre de la défense ont le contrôle des forces armées, alors que le président conserve un rôle de supervision.

## Lettonie
De par la Constitution Chapitre III Article 42, le président de l'État de la république de Lettonie est le « Chef des forces armées de l'État. En temps de guerre il/elle nommera un commandant en chef. »

## Liban
L'Article 49 de la Constitution du Liban prévoit que le président de la République « présidera le Conseil de Défense suprême et sera le commandant en chef des forces armées qui sont placées sous l'autorité du Conseil des ministres. »

## République de Chine
Le Chapitre IV article 36 de la Constitution de la république de Chine stipule que le président de la République « aura le commandement suprême des forces terrestres, navales et aériennes du pays. » Elle mentionne également que le Président « conformément aux provisions de cette Constitution, exercera les pouvoirs de conclure des traités, déclarer la guerre et faire la paix. »

## République populaire de Chine
L'article 93 de la Constitution de la république populaire de Chine (RPC) place l'armée populaire de libération sous l'autorité de la Commission militaire centrale (CMC). Cependant l'article 80 donne le pouvoir au président de la RPC de proclamer la loi martiale, de proclamer l'état de guerre et de lancer les ordres de mobilisation. Depuis le milieu des années 1990 il est de pratique courante que le Président, le président de la CMC et le secrétaire général du Parti communiste chinois soient la même personne bien que le terme de chaque mandat étant différent, il y a un certain chevauchement de compétences entre le nouvel arrivant et son prédécesseur.

## Royaume-Uni
Au Royaume-Uni, le titre de commandant en chef est rarement utilisé par le souverain, mais se réfère habituellement aux commandants en chef locaux ou des divers services des armées. Cependant, il ne serait pas incorrect de décrire le Souverain comme étant le commandant en chef.  De par la longue tradition parlementaire, le Premier ministre du Royaume-Uni détient de facto le commandement des Forces armées britanniques.

## Russie
Aussi bien avant qu'après la révolution russe, le chef de l'État fut le commandant en chef des forces armées. Aujourd'hui, de par l'Article 87 de la Constitution, le président de la fédération de Russie est également commandant en chef suprême des Forces armées. En temps de paix, le chef de l'État en exerce le contrôle politique, alors qu'en temps de guerre il supervise la défense de l'État par ses forces armées. Les pouvoirs du président en tant que commandant en chef sont fixés par la loi fédérale "sur la défense" (Articles 4 et 13).
De par la Constitution, le président de la fédération de Russie est investi du droit exclusif de décréter la loi martiale. La base légale concernant la loi martiale est définie dans la loi fédérale constitutionnelle "sur la loi martiale" du 30 janvier 2002.

## Suisse
En Suisse, en temps de paix, les forces armées sont conduites par le chef des forces armées ayant le rang de "commandant de corps". La loi fédérale sur l’armée et l’administration militaire prévoit qu'en temps de guerre ou d'urgence nationale, l'Assemblée fédérale nomme un général de l'Armée en tant que commandant en chef des forces armées. Le Général est alors l'autorité militaire suprême mais il reste subordonné au Conseil fédéral, qui conserve l'autorité suprême.
Au cours de son histoire la Suisse eut quatre généraux, le Général Henri Dufour pendant la guerre du Sonderbund (1847), le Général Hans Herzog lors de la guerre franco-prussienne de 1870, le Général Ulrich Wille pendant la Première Guerre mondiale et le Général Henri Guisan lors de la Seconde Guerre mondiale. Bien que 
la Suisse soit restée neutre lors de ces trois derniers conflits, la menace de voir utiliser son territoire comme champ de bataille, imposait la mobilisation de l'armée.

## Maroc
Au Maroc, le roi est le commandant en chef des armées (les forces armées royales).

## Turquie
En Turquie, en temps de paix, les forces armées turques sont conduites par le chef d'état-major par le biais du Conseil de sécurité nationale. Le chef de l'État en exerce le contrôle politique au nom de la Grande assemblée nationale de Turquie. 
En temps de guerre, il supervise la défense de l'État par ses forces armées. le commandant en chef des forces armées turques est le président de la république de Turquie.